# Vaccin împotriva holerei
Vaccinurile împotriva holerei reprezintă acele vaccinuri eficiente în prevenirea holerei. Acestea sunt eficiente în proporție de 85% în primele șase luni și de 50-60% dacă sunt administrate în primul an. Eficiența acestora scade până sub de 50%, după un interval de doi ani. Atunci când o parte semnificativă a populației este imunizată, beneficiile imunitzării în masă pot fi simțite de către cei care au fost vaccinați. Organizația Mondială a Sănătății recomandă utilizarea acestora în combinație cu alte măsuri de prevenire, pentru cei cu un risc ridicat. În general, sunt recomandate două-trei doze, administrate pe cale orală. Dozele injectabile sunt disponibile în anumite părți ale lumii, dar disponibilitatea acestora este redusă.
Ambele tipuri disponibile de vaccinuri cu administrare orală sunt, în general, sigure. Pot apărea dureri abdominale usoare dau diaree. Aceastea pot fi administrate pe timpul sarcinii, cât și acelor persoane cu un sistem imunitar scăzur. Aceste vaccinuri sunt autorizate pentru utilizarea în peste 60 de țări. Utilizarea acestora în țările în care această boală este comună pare a fi eficientă.
Primele vaccinuri utilizate împotriva holerei au fost create la sfârșitul anilor 1800. Acestea au fost primele vaccinuri concepute în laborator ce au fost utilizate la scară largă. Vaccinurile cu administrare orală au fost introduse pentru prima oară după anul 1990. Acestea se află pe  Lista medicamentelor esențiale a Organizației Mondiale a Sănătății, ce prezintă cea mai importantă medicație necesară într-un sistem de sănătate de bază..